# 浪平镇 (博白县)
浪平乡，是中华人民共和国广西壮族自治区玉林市博白县下辖的一个乡镇级行政单位。

## 行政区划
浪平乡下辖以下地区：
浪平村、新旺村、和睦村、茂龙村、六江村和六山村。